# Eleições europeias de 2014 na Maia

## Resultados Oficiais
| Partido                 | Partido                               | Votos   | %               | +/-   |
| ----------------------- | ------------------------------------- | ------- | --------------- | ----- |
|                         | Partido Socialista                    | 13 761  | 30,44 / 100,00  | 0,60  |
|                         | Aliança Portugal                      | 12 075  | 26,71 / 100,00  | 11,46 |
|                         | Coligação Democrática Unitária        | 4 408   | 9,75 / 100,00   | 2,32  |
|                         | Partido da Terra                      | 4 211   | 9,31 / 100,00   | 8,79  |
|                         | Bloco de Esquerda                     | 2 728   | 6,03 / 100,00   | 6,35  |
|                         | Partido pelos Animais e pela Natureza | 1 099   | 2,43 / 100,00   | Novo  |
|                         | LIVRE                                 | 1 058   | 2,34 / 100,00   | Novo  |
|                         | PCTP/MRPP                             | 739     | 1,63 / 100,00   | 0,52  |
|                         | Outros                                | 1 337   | 2,96 / 100,00   |       |
| Votos Inválidos         | Votos Inválidos                       | 3 796   | 8,40 / 100,00   | 1,15  |
| Total                   | Total                                 | 45 212  | 100,00 / 100,00 |       |
| Eleitorado/Participação | Eleitorado/Participação               | 112 451 | 40,21 / 100,00  | 3,58  |

## Resultados por Freguesia
Os resultados seguintes referem-se aos partidos que obtiveram mais de 1,00% dos votos:
| Freguesia               | %     | %     | %     | %     | %    | %    | %    | %    | Votantes |
| Freguesia               | PS    | AP    | CDU   | MPT   | BE   | PAN  | L    | PCTP | Votantes |
| ----------------------- | ----- | ----- | ----- | ----- | ---- | ---- | ---- | ---- | -------- |
| Águas Santas            | 33,11 | 21,74 | 12,31 | 9,04  | 6,48 | 2,62 | 2,33 | 1,82 | 8 830    |
| Castêlo da Maia         | 30,18 | 31,16 | 6,69  | 8,70  | 5,65 | 1,85 | 2,23 | 1,63 | 5 414    |
| Cidade da Maia          | 27,81 | 28,11 | 9,10  | 10,24 | 6,41 | 2,60 | 2,69 | 1,45 | 14 271   |
| Folgosa                 | 28,49 | 32,35 | 7,39  | 9,28  | 4,35 | 1,48 | 2,13 | 1,64 | 1 218    |
| Milheirós               | 35,39 | 25,64 | 8,37  | 8,08  | 5,48 | 1,85 | 2,02 | 1,33 | 1 732    |
| Moreira                 | 29,69 | 27,39 | 9,04  | 9,74  | 5,56 | 2,56 | 2,23 | 1,53 | 4 301    |
| Nogueira e Silva Escura | 30,22 | 28,43 | 7,12  | 8,83  | 6,61 | 2,80 | 2,61 | 1,63 | 2 571    |
| Pedrouços               | 33,57 | 22,69 | 14,14 | 7,99  | 6,01 | 2,40 | 1,77 | 1,86 | 4 129    |
| São Pedro Fins          | 27,85 | 34,20 | 8,08  | 8,23  | 4,62 | 2,89 | 1,88 | 1,44 | 693      |
| Vila Nova da Telha      | 31,22 | 26,11 | 10,42 | 9,50  | 4,77 | 2,24 | 1,80 | 2,19 | 2 053    |
| Maia                    | 30,44 | 26,71 | 9,75  | 9,31  | 6,03 | 2,43 | 2,34 | 1,63 | 45 212   |

#### Águas Santas
| Partido                 | Partido                               | Votos  | %               | +/-   |
| ----------------------- | ------------------------------------- | ------ | --------------- | ----- |
|                         | Partido Socialista                    | 2 924  | 33,11 / 100,00  | 0,83  |
|                         | Aliança Portugal                      | 1 920  | 21,74 / 100,00  | 11,48 |
|                         | Coligação Democrática Unitária        | 1 087  | 12,31 / 100,00  | 3,55  |
|                         | Partido da Terra                      | 798    | 9,04 / 100,00   | 8,53  |
|                         | Bloco de Esquerda                     | 572    | 6,48 / 100,00   | 6,81  |
|                         | Partido pelos Animais e pela Natureza | 231    | 2,62 / 100,00   | Novo  |
|                         | LIVRE                                 | 206    | 2,33 / 100,00   | Novo  |
|                         | PCTP/MRPP                             | 161    | 1,82 / 100,00   | 0,57  |
|                         | Outros                                | 250    | 2,82 / 100,00   |       |
| Votos Inválidos         | Votos Inválidos                       | 681    | 7,71 / 100,00   | 0,67  |
| Total                   | Total                                 | 8 830  | 100,00 / 100,00 |       |
| Eleitorado/Participação | Eleitorado/Participação               | 22 292 | 39,61 / 100,00  | 2,84  |

#### Castêlo da Maia
| Partido                 | Partido                               | Votos  | %               |
| ----------------------- | ------------------------------------- | ------ | --------------- |
|                         | Aliança Portugal                      | 1 687  | 31,16 / 100,00  |
|                         | Partido Socialista                    | 1 634  | 30,18 / 100,00  |
|                         | Partido da Terra                      | 471    | 8,70 / 100,00   |
|                         | Coligação Democrática Unitária        | 362    | 6,69 / 100,00   |
|                         | Bloco de Esquerda                     | 306    | 5,65 / 100,00   |
|                         | LIVRE                                 | 121    | 2,23 / 100,00   |
|                         | Partido pelos Animais e pela Natureza | 100    | 1,85 / 100,00   |
|                         | PCTP/MRPP                             | 88     | 1,63 / 100,00   |
|                         | Outros                                | 163    | 3,02 / 100,00   |
| Votos Inválidos         | Votos Inválidos                       | 482    | 8,90 / 100,00   |
| Total                   | Total                                 | 5 414  | 100,00 / 100,00 |
| Eleitorado/Participação | Eleitorado/Participação               | 15 387 | 35,19 / 100,00  |

#### Cidade da Maia
| Partido                 | Partido                               | Votos  | %               |
| ----------------------- | ------------------------------------- | ------ | --------------- |
|                         | Aliança Portugal                      | 4 011  | 28,11 / 100,00  |
|                         | Partido Socialista                    | 3 969  | 27,81 / 100,00  |
|                         | Partido da Terra                      | 1 461  | 10,24 / 100,00  |
|                         | Coligação Democrática Unitária        | 1 298  | 9,10 / 100,00   |
|                         | Bloco de Esquerda                     | 915    | 6,41 / 100,00   |
|                         | LIVRE                                 | 384    | 2,69 / 100,00   |
|                         | Partido pelos Animais e pela Natureza | 371    | 2,60 / 100,00   |
|                         | PCTP/MRPP                             | 207    | 1,45 / 100,00   |
|                         | Outros                                | 420    | 2,93 / 100,00   |
| Votos Inválidos         | Votos Inválidos                       | 1 235  | 8,65 / 100,00   |
| Total                   | Total                                 | 14 271 | 100,00 / 100,00 |
| Eleitorado/Participação | Eleitorado/Participação               | 33 845 | 42,17 / 100,00  |

#### Folgosa
| Partido                 | Partido                               | Votos | %               | +/-   |
| ----------------------- | ------------------------------------- | ----- | --------------- | ----- |
|                         | Aliança Portugal                      | 394   | 32,35 / 100,00  | 10,00 |
|                         | Partido Socialista                    | 347   | 28,49 / 100,00  | 0,22  |
|                         | Partido da Terra                      | 113   | 9,28 / 100,00   | 8,30  |
|                         | Coligação Democrática Unitária        | 90    | 7,39 / 100,00   | 1,25  |
|                         | Bloco de Esquerda                     | 53    | 4,35 / 100,00   | 4,89  |
|                         | LIVRE                                 | 26    | 2,13 / 100,00   | Novo  |
|                         | PCTP/MRPP                             | 20    | 1,64 / 100,00   | 0,28  |
|                         | Partido pelos Animais e pela Natureza | 18    | 1,48 / 100,00   | Novo  |
|                         | Partido da Nova Democracia            | 15    | 1,23 / 100,00   | -     |
|                         | Outros                                | 29    | 2,38 / 100,00   |       |
| Votos Inválidos         | Votos Inválidos                       | 113   | 9,28 / 100,00   | 1,70  |
| Total                   | Total                                 | 1 218 | 100,00 / 100,00 |       |
| Eleitorado/Participação | Eleitorado/Participação               | 2 866 | 42,50 / 100,00  | 4,41  |

#### Milheirós
| Partido                 | Partido                               | Votos | %               | +/-  |
| ----------------------- | ------------------------------------- | ----- | --------------- | ---- |
|                         | Partido Socialista                    | 613   | 35,39 / 100,00  | 0,10 |
|                         | Aliança Portugal                      | 444   | 25,64 / 100,00  | 7,73 |
|                         | Coligação Democrática Unitária        | 145   | 8,37 / 100,00   | 0,01 |
|                         | Partido da Terra                      | 140   | 8,08 / 100,00   | 7,70 |
|                         | Bloco de Esquerda                     | 95    | 5,48 / 100,00   | 5,73 |
|                         | LIVRE                                 | 35    | 2,02 / 100,00   | Novo |
|                         | Partido pelos Animais e pela Natureza | 32    | 1,74 / 100,00   | Novo |
|                         | PCTP/MRPP                             | 23    | 1,33 / 100,00   | 0,41 |
|                         | Outros                                | 59    | 3,41 / 100,00   |      |
| Votos Inválidos         | Votos Inválidos                       | 146   | 8,43 / 100,00   | 1,84 |
| Total                   | Total                                 | 1 732 | 100,00 / 100,00 |      |
| Eleitorado/Participação | Eleitorado/Participação               | 3 996 | 43,34 / 100,00  | 3,03 |

#### Moreira
| Partido                 | Partido                               | Votos  | %               | +/-   |
| ----------------------- | ------------------------------------- | ------ | --------------- | ----- |
|                         | Partido Socialista                    | 1 277  | 29,69 / 100,00  | 2,39  |
|                         | Aliança Portugal                      | 1 178  | 27,39 / 100,00  | 10,26 |
|                         | Partido da Terra                      | 419    | 9,74 / 100,00   | 9,35  |
|                         | Coligação Democrática Unitária        | 389    | 9,04 / 100,00   | 2,66  |
|                         | Bloco de Esquerda                     | 239    | 5,56 / 100,00   | 5,31  |
|                         | Partido pelos Animais e pela Natureza | 110    | 2,56 / 100,00   | Novo  |
|                         | LIVRE                                 | 96     | 2,23 / 100,00   | Novo  |
|                         | PCTP/MRPP                             | 66     | 1,53 / 100,00   | 0,41  |
|                         | Outros                                | 131    | 3,05 / 100,00   |       |
| Votos Inválidos         | Votos Inválidos                       | 396    | 9,21 / 100,00   | 0,82  |
| Total                   | Total                                 | 4 301  | 100,00 / 100,00 |       |
| Eleitorado/Participação | Eleitorado/Participação               | 10 564 | 40,71 / 100,00  | 4,80  |

#### Nogueira e Silva Escura
| Partido                 | Partido                               | Votos | %               |
| ----------------------- | ------------------------------------- | ----- | --------------- |
|                         | Partido Socialista                    | 777   | 30,22 / 100,00  |
|                         | Aliança Portugal                      | 731   | 28,43 / 100,00  |
|                         | Partido da Terra                      | 227   | 8,83 / 100,00   |
|                         | Coligação Democrática Unitária        | 183   | 7,12 / 100,00   |
|                         | Bloco de Esquerda                     | 170   | 6,61 / 100,00   |
|                         | Partido pelos Animais e pela Natureza | 72    | 2,80 / 100,00   |
|                         | LIVRE                                 | 67    | 2,61 / 100,00   |
|                         | PCTP/MRPP                             | 42    | 1,63 / 100,00   |
|                         | Outros                                | 97    | 3,79 / 100,00   |
| Votos Inválidos         | Votos Inválidos                       | 205   | 7,97 / 100,00   |
| Total                   | Total                                 | 2 571 | 100,00 / 100,00 |
| Eleitorado/Participação | Eleitorado/Participação               | 6 737 | 38,16 / 100,00  |

#### Pedrouços
| Partido                 | Partido                               | Votos  | %               | +/-   |
| ----------------------- | ------------------------------------- | ------ | --------------- | ----- |
|                         | Partido Socialista                    | 1 386  | 33,57 / 100,00  | 2,44  |
|                         | Aliança Portugal                      | 937    | 22,69 / 100,00  | 11,11 |
|                         | Coligação Democrática Unitária        | 584    | 14,14 / 100,00  | 2,04  |
|                         | Partido da Terra                      | 330    | 7,99 / 100,00   | 7,64  |
|                         | Bloco de Esquerda                     | 248    | 6,01 / 100,00   | 6,09  |
|                         | Partido pelos Animais e pela Natureza | 99     | 2,40 / 100,00   | Novo  |
|                         | PCTP/MRPP                             | 77     | 1,86 / 100,00   | 0,86  |
|                         | LIVRE                                 | 73     | 1,77 / 100,00   | Novo  |
|                         | Outros                                | 99     | 2,40 / 100,00   |       |
| Votos Inválidos         | Votos Inválidos                       | 296    | 7,16 / 100,00   | 1,11  |
| Total                   | Total                                 | 4 129  | 100,00 / 100,00 |       |
| Eleitorado/Participação | Eleitorado/Participação               | 10 068 | 41,01 / 100,00  | 1,60  |

#### São Pedro Fins
| Partido                 | Partido                               | Votos | %               | +/-   |
| ----------------------- | ------------------------------------- | ----- | --------------- | ----- |
|                         | Aliança Portugal                      | 237   | 34,20 / 100,00  | 11,16 |
|                         | Partido Socialista                    | 193   | 27,85 / 100,00  | 2,72  |
|                         | Partido da Terra                      | 57    | 8,23 / 100,00   | 8,10  |
|                         | Coligação Democrática Unitária        | 56    | 8,08 / 100,00   | 0,42  |
|                         | Bloco de Esquerda                     | 32    | 4,62 / 100,00   | 3,04  |
|                         | Partido pelos Animais e pela Natureza | 20    | 2,89 / 100,00   | Novo  |
|                         | LIVRE                                 | 13    | 1,88 / 100,00   | Novo  |
|                         | PCTP/MRPP                             | 10    | 1,44 / 100,00   | 0,31  |
|                         | Outros                                | 16    | 2,31 / 100,00   |       |
| Votos Inválidos         | Votos Inválidos                       | 59    | 8,51 / 100,00   | 1,04  |
| Total                   | Total                                 | 693   | 100,00 / 100,00 |       |
| Eleitorado/Participação | Eleitorado/Participação               | 1 659 | 41,77 / 100,00  | 4,29  |

#### Vila Nova da Telha
| Partido                 | Partido                               | Votos | %               | +/-   |
| ----------------------- | ------------------------------------- | ----- | --------------- | ----- |
|                         | Partido Socialista                    | 641   | 31,22 / 100,00  | 0,64  |
|                         | Aliança Portugal                      | 536   | 26,11 / 100,00  | 13,41 |
|                         | Coligação Democrática Unitária        | 214   | 10,42 / 100,00  | 4,38  |
|                         | Partido da Terra                      | 195   | 9,50 / 100,00   | 8,96  |
|                         | Bloco de Esquerda                     | 98    | 4,77 / 100,00   | 7,80  |
|                         | Partido pelos Animais e pela Natureza | 46    | 2,24 / 100,00   | Novo  |
|                         | PCTP/MRPP                             | 45    | 2,19 / 100,00   | 1,01  |
|                         | LIVRE                                 | 37    | 1,80 / 100,00   | Novo  |
|                         | Outros                                | 58    | 2,82 / 100,00   |       |
| Votos Inválidos         | Votos Inválidos                       | 183   | 8,91 / 100,00   | 2,13  |
| Total                   | Total                                 | 2 053 | 100,00 / 100,00 |       |
| Eleitorado/Participação | Eleitorado/Participação               | 5 037 | 40,76 / 100,00  | 3,25  |